# Наоми Кларк
Наоми Миллер-Кларк (англ. Naomi Miller-Clark) (в девичестве Наоми Кларк) — персонаж телесериала «90210: Новое поколение». Роль Наоми исполнила американская актриса Анна-Линн Маккорд. Персонаж был создан Робом Томасом, Гейбом Сэйксом и Джеффом Джудой. Дальнейшую работу над развитием персонажа провела Ребекка Синклэр при участии актрисы МакКорд. На ранней стадии проекта Наоми была описана как богатый и избалованный подросток и была представлена как главный антагонист сериала. Вместе со сменой руководства, Наоми предстала перед зрителям в более комедийном ключе, что оценила АннаЛинн МакКорд, обрадовавшаяся тому, что авторы делают её героиню более многосторонней.
Часто критик[уточнить] и поклонники называют персонажа главной героиней шоу. Персонаж Наоми был высоко оценён критиками журналов «Los Angeles Times», «Entertainment Weekly», «People» и другими крупными изданиями. В обзорах также был оценён выбор актрисы на эту роль. В то же время, героиня стала объектом критики, особенно во время показа эпизодов второго сезона. За исполнение роли актриса номинировалась на премию «Teen Choice Awards» в 2009 году, а в 2010 году получила награду в номинации «Прорыв года».

## Сезон 1

### Создание персонажа
Персонаж Наоми Кларк был создан Робом Томасом, назначенным в качестве шоу-раннера до его ухода и передачи работы над сценарием Гейбу Сэйксу и Джеффу Джуде. Ранний пресс-релиз описывал девушку, как избалованную, привлекательную и популярную школьницу — описание сразу же привело к сравнению с персонажем Келли Тейлор из оригинального «Беверли-Хиллз, 90210»> спин-оффом которого является «90210: Новое поколение». К началу съёмок шоу, персонаж получил более подробное описание — актриса Анна-Линн МакКорд так описала Наоми: «умная девушка, которая способная проявить как коварство, так и сочувствие». Позже актриса добавила: «Она вроде хамелеона», отметив, что «это девушка с принципами, которая меняется в общении со своей матерью и со своими друзьями».
Сэйкс отметил, что Наоми — преданная девушка, чья натура позволяет раскрыть более глубокие стороны характера по мере развития сюжета. МакКорд говорит: «Мне нравится играть таких персонажей — они держат мину, и зачастую оказываются не такими плохими людьми. Они снимают свою оборону и показывают мягкую сторону характера». Актриса решила не пересматривать оригинальный сериал, желая показать «самостоятельный внутренний мир» Наоми.
Перед тем, как получить роль в шоу, актриса прославилась исполнением ролей злодеек и антигероинь, среди которых особого внимания заслуживает роль Иден Лорд в сериале «Части тела». Отклонив дважды предложение сыграть Наоми, актриса наконец дала согласие на съёмки в апреле 2008 года. МакКорд стала первой актрисой, подписавшей контракт на участие. Также актриса привлекла внимание продюсеров шоу к благотворительной деятельности, которой она занималась. Сценаристы прислушивались к актрисе, работая над образом Наоми.

## Сезон 2

### Сюжет
Когда летнее наказание за незаконную вечеринку заканчивается, Наоми, Адрианна и Сильвер понимают, что единственное место, где они могут отдохнуть — это «Пляжный клуб Западного Беверли». Наоми рассказывает подругам о романе, который она завела с мужчиной по имени Джейсон — он гораздо старшей самой Наоми, и девушке это нравится, она решает, что хватит с неё не созревших школьников. Однако вскоре Наоми узнаёт, что Джейсон женат и у него есть дети, поэтому несмотря на все уверения в истинной любви, она порывает с мужчиной.
Между тем, очевидно, что она пытается забыть Лиама, который всё лето провёл в военном лагере. Наоми даже подумывает простить юношу — он кажется ей искренен, но в минуты слабости Наоми поддаётся на уговоры Джен и продолжает игнорировать слова Лиама, сказавшего, что в ту ночь он переспал не с Энни, но так и не признавшего, что той девушкой была собственная сестра Наоми.
Война между бывшими подругами разгорелась нешуточная — когда, напившись, Энни позволяет сделать фото себя обнажённой, Наоми удаётся заполучить копию, и после долгих колебаний она рассылает всей школе фото, несмотря на то, что Энни умоляла её этого не делать и даже призналась в том, чего не совершала.
А перед Наоми возникают другие трудности — поскольку она не очень хорошо учится и не занимается никакой школьной деятельностью, вопрос о поступлении в Калифорнийский университет, где учился её дедушка, стоит под вопросом. Тогда она решает познакомиться с сыном ректора Картер, активистом Ричардом, и стать его подружкой, чтобы обеспечить место в рядах первокурсников в будущем. Однако всё идёт не по плану, когда Наоми влюбляется в соседа по комнате, красавца Джейми. После короткого романа и признания в том, что она пыталась соблазнить Ричарда, чтобы поступить в колледж, Наоми расстаётся с Джейми, понимая, что ей всё ещё нравится Лиам.
Тем временем, Лиам с ребятами разрабатывают план, согласно которому, Наоми услышит из уст самой Джен, что это она переспала с Лиамом в ту ночью. Друзья воплощают его в реальность на скачках, где участвует лошадь, купленная Джен на деньги Наоми. Наоми выгоняет Джен из дома, но по-прежнему злится на Лиама, которому вскоре удаётся вернуть доверие девушки, и они становятся парой. Однако оба они чувствуют, что между ними мало общего, им даже практически не о чем говорить — после нескольких «неловких» свиданий, Наоми и Лиам находят спасение в сексе.
Между тем, у Наоми проявляется интерес к журналистике — она решает вести раздел сплетен в школьных новостях, однако после ссоры с руководителем мистером Майлзом Кэнноном, девушка, не подумав о последствиях, говорит друзьям, что мужчина предложил ей переспать с ним, и тогда он позволит Наоми вернуться в газету. Сильвер, Адрианна и Лиам уговаривают Наоми пойти в полицию, однако после недолгих разбирательств девушка признаёт, что всё выдумала.
Кажется, что жизнь Наоми наконец должна сбавить обороты, но в этот момент в город возвращается Джен с ошеломительной новостью — она ждёт ребёнка от Райана Мэттьюза, который порвал с ней, узнав о событиях в ночь вечеринки. Кроме того, Лиам решает порвать с Наоми, так как он считает её слишком эгоистичной — девушки не было рядом в тот момент, когда Лиам больше всего в ней нуждался. Однако самое тяжёлое испытание ждёт Наоми впереди — мистер Майлз Кэннон, считающий, что она не просто так провоцировала его обвинениями в домогательствах, действительно насилует девушку.

### Развитие персонажа
В начале второго сезона МакКорд рассказала, что продюсеры намерены привнести в образ Наоми больше «комедийности»: «Я не считаю себя забавной, но они [продюсеры] сказали, что Наоми должна стать более смешной, поэтому я учусь этому вместе со своей героиней» МакКорд также подтвердила, что Наоми продолжен демонстрировать «изменчивое сердце», и что «к концу дня Наоми будет становиться самым преданным другом, которого можно только пожелать — однако при этом не пытайтесь её «подставить», иначе сильно об этом пожалеете!» Актриса также отметила, что Наоми будет как всегда великолепна, но продюсеры решили использовать меньше косметики: «Они не хотят, чтобы зрительницы видели, как их любимые героини носят тонны косметики!»

## Сезон 3

### Сюжет
В премьерного эпизоде сезона, зрители узнают, что Наоми провела всё лето в мотеле. Позже она решает выдвинуть обвинения против мистер Кэннона, однако в дальнейшем её становится гораздо тяжелее переживать эту ситуацию. Во втором эпизоде она получает доступ к своему трастовому фонду, когда девушке исполняется 18 лет.. Узнав о случившемся, друзья пытаются помочь Наоми вывести Кэннона на чистую воду. Кроме того, Джен узнаёт о том, что произошло с её сестрой, и наконец мирится с Наоми. Полиции удаётся найти доказательства того, что Кэннон причастен и к другим случаям сексуальных домогательств, однако в тот момент мужчина исчезает, избежав ареста. Наоми пытается жить дальше. Вернувшись домой с Рождественской вечеринки Адрианны, Наоми застаёт у себя в квартире обезумевшего Кэннона, который взял её и Сильвер в заложники. Однако девушкам удаётся обезвредить преступника и вызвать полицию. Приходя в себя после истории с изнасилованием и преследованием, Наоми начинает медитировать и сближается с гуру Соной, которая обманом завладела деньгами Наоми. Но Макс — напарник по научном проекту — помогает девушке вернуть её деньги, и между молодыми людьми начинается роман. В финале сезона, Наоми говорит Максу, что беременна.

## Сезон 4

### Сюжет
Наоми не беременна, она и Макс расстаются. Она идет в колледж, где пытается попасть в лучшее сестринство Каппа, но её кандидатуру отвергает стервозная президент клуба Холли за то, что Наоми купила особняк, который предполагался для сестринства. Война с Холли становится хорошим способом отвлечься от мыслей о Максе, а Энни, которую приняли в сестринство, обещает стать двойным агентом. Макс пишет Наоми любовное письмо, которое попадает в ркуи к Холли. Наоми вступает в клуб, состоящий из робких и неуходенных девушек, и постепенно помогает им преобразиться, при этом по привычке за глаза говоря о них гадости, но вскоре раскаивается. Находится ахиллесова пята Холли — её любовник Остин, и Наоми соблазняет его. Увидев Наоми с Остином, Холли звонит Максу, Макс и Наоми мирятся. Но она чувствует, что её интрижка с Остином — это что-то большее, это понимает и Макс, они окончательно расстаются. Холли подливает масло в огонь, говоря, что Остин не способен на серьезные отношения, и Наоми начинает следить за ним, преследуя его в Лас-Вегасе, куда он едет отмечать день рождения со своим зазнавшимся отцом — звездой кантри. Наоми ставит его на место, но это портит отношения с Остином. Вернувшись домой, Наоми начинает работать с популярным организатором мероприятий, которая оказывается матерью Холли. Ревнуя, Холли инсценирует секс с Остином. Выяснив, что Остин все-таки не изменял ей, Наоми все равно бросает его, чтобы сконцентрироваться на карьере организатора. Твердо решив стать хорошим человеком, она помогает Холли помириться с матерью, но при этом теряет работу. Наоми открывает своё дело и проводит несколько вечеринок, но тут приезжает её сестра Джен с сыном. Джен страстно мечтает выйти замуж. Пытаясь доказать сестре свою состоятельность, Наоми попадает в ряд комичных ситуаций. Энни работает с ПиДжеем Хеллинсбургом над организацией благотворительных фондов и знакомит его с Наоми, которая влюбляется. Она и Джен начинают соревноваться за ПиДжея, это приводит к серьезной ссоре между сестрами. В конце концов Джен уезжает назад во Францию, а ПиДжей признается Наоми в любви и делает ей предложение. Энни выясняет, что он лишится своего трастового фонда, если не женится до 28 лет. При этом он говорит, что его чувства к Наоми — искренние. Наоми расторгает помолвку, сомневаясь в его искренности. Она берется организовать свадьбу молодой девушки, которая показывает ей газетную заметку о свадьбе ПиДжея. Позже Наоми знакомится с женихом — им оказывается Макс…
Финал
В последнем сезоне Макс женится на Наоми, но череда препятствий омрачает их совместную жизнь. Ни один из них не готов отказаться от собственных амбиций ради брака, поэтому они расстаются, и Макс уезжает в университет. Чтобы отвлечься от происшедшего Наоми решает найти своего сводного брата, который также является родственником Энни, и ей удается сделать это в рекордные сроки. Пытаясь завоевать его доверие, она открывает для себя множество жизненно важных вещей. Однако ей хочется любви, и она встречает её в лице молодого талантливого редактора, который отвечает ей взаимностью. Чтобы быть вместе, они противостоят его матери, властной женщине, которая хочет управлять жизнью своих детей.

### Развитие персонажа
В интервью для ресурса «E!» актриса поделилась своими мыслями относительно будущего Наоми: «Я думаю, настал тот момент, когда в Наоми что-то сломается, но в то же время она никак этого не покажется, всё ещё «держа мину». В интервью для «HollywoodLife.com» сказала следующее: «Для меня важно, чтобы любая девушка или женщина знала — если она стала жертвой насилия, она должна сказать об этом, постояв за себя!». По словам МакКорд она общалась с жертвами насилия, а также организациями, борющимися с нарушением человеческих прав.

## Реакция

### Отзывы
«Я не сужу своих героинь — я приняла такое решение. Это важно, когда играешь кого-то, кто так не похож на саму тебя, такого, как Наоми. Не надо судить её — внешность, поступки, семью. Она такая, какая есть, и я просто должна стать ею. Всё, что она делает — это пытается выжить в той среде, в которой она живёт, и Наоми действительно в это верит».
Автор биографической статьи МакКорд на странице портала «Yahoo!» написал, что благодаря роли Наоми «она стала одной из самых популярных молодых актрис Голливуда начиная с пилота, который посмотрело более5 млн человек по всему миру!» В обзоре для журнала «People» Том Глиатто написал: «Выдающееся исполнение роли Наоми Кларк от АнныЛинн МакКорд! Она буквально сбивает с ног, нечто среднее между Шарлиз Терон и Кортни Лав: удивительное сочетание драматичности, подлости и эгоцентричности — за ней интересно наблюдать!» Сотрудники газеты «Fort Worth Star-Telegram» нашли исполнение МакКорд «на удивление тонким, полным нюансов» и более зрелой, чем её работа над образом Иден Лорд в сериале «Части тела». В статье также говорится, что Наоми, вероятно, «одна из самых сложны молодых персонажей на телевидении» — одновременно «популярная, ранимая, надменная, непонятая и мстительная королева школы». Журнал «Seventeen» назвал Наоми «бесспорной королевой улья» в 2009 году. Закончив работу над первым сезоном, МакКорд появилась на обложке журнала «Beauty Entertainment», в статье которого Наоми получила статус «Хорошая девочка/Плохая девочка»
После премьеры второго сезона, Таннер Странски из «Entertainment Weekly» сказал: «Шоу становится всё лучше и лучше, постепенно превращаясь в сериал одной звезды имени АнныЛинн МакКорд». В обзоре для «EW» Дженнифер Армстронг назвала Наоми «потрясающей», а исполнение МакКорд — «незабываемым». Кроме того, было отмечено значительное улучшение сериала по сравнению с первым сезоном, а «выдвижение антигероини Наоми в первые ряды явно пошло сериалу на пользу». Ресурс «E! Online» заявил: «АннаЛин МакКорд… Мы не можем оторвать от неё взгляд!» Обсуждая Дженни Гарт, ресурс «HollywoodLife.com» сравнил её с МакКорд и назвал молодую актрису «Современной успешной девушкой». В середине второго сезона, журнал «Shape», на обложке которого появилась МакКорд, назвал актрису главной звездой сериала.

### Критика
Кроме невероятной популярности, персонаж Наоми стал центром обсуждения критиков с самой премьеры сериала.
Рэй Ричмонд The Hollywood Reporter назвал персонаж «плоским» и «ханжеским». Далее во время трансляции 2 сезона, большая часть критиков высказывала своё негативное отношение к героине, считая её лживой и неспособной чувствовать, а Архан Рэм из «Entertainment Weekly» подчеркнула сходство Наоми с её сестрой-злодейкой Джен. Джетро Нэдэдог из «L.A. Times» высказался негативно в адрес Наоми из-за её поведения, но был рад, что в конце концов та «перестала врать и притворяться».
В более поздних обзорах сезона Лиза Тодорович с сайта «Zap2it» подчеркнула, что Наоми «зациклена на себе», и ей нет дела до проблем, возникших в жизни её возлюбленного Лиама. Однако Криста Навин из «MassLive.com» отметила, что «это полностью соотносится с тем образом персонажа, который создали сценаристы — она слишком зациклена на себе, и ей нет дела до Лиама. Кроме того, это отличный пример того, как можно разочароваться из-за жизненных реалий — оборотая сторона отношений с таким человеком, как Наоми».

### Награды
За роль Наоми МакКорд номинировалась на премию Teen Choice Awards в категории Женская роль-прорыв. В 2010 году, она выиграла премию Прорыв года в категории Выдающееся исполнение роли.